# Les Français libres à leurs frères les Canadiens
Les Français libres à leurs frères les Canadiens est le titre d'un document de 1793 enjoignant la population du Bas-Canada (aujourd'hui le Québec) à instaurer une république indépendante de l'Empire britannique. Selon l'historien Jean-Pierre Wallot, il est rédigé sur le modèle de La République française aux hommes libres de Nicolas de Condorcet.

## Origines
À la fin du XIXe siècle, un groupe de jeunes intellectuels influencés par les idées des Lumières se forme autour de l'imprimeur des adresses du Congrès continental Fleury Mesplet (celui qui avait imprimé les Lettres du Congrès continental aux habitants de la province de Québec), et de son nouveau journal la Gazette de Montréal. Parmi ces jeunes se trouve Henri-Antoine Mézière, un collaborateur de la Gazette de Montréal depuis 1788. C'est en mai 1793 que Mézière part pour les États-Unis pour rencontrer Edmond-Charles Genêt, l'ambassadeur de la République française aux États-Unis.
Il souhaite alors lui donner un mémoire qu'il a écrit, intitulé Observations sur l’état actuel du Canada et sur les dispositions politiques de ses habitants. Il y afffirme que les Canadiens admirent la nouvelle république issue de la Révolution française et qu'ils sont prêt eux-aussi pour la rébellion. Il écrit « Je jure que les Canadiens aiment les Français ; que la mort du tyran Capet n’a indisposé que les prêtres et le gouvernement qui craignent la transplantation d’une guillotine en Canada », et ajoute que les Canadiens « n’auront aucune répugnance à secouer le joug de leur tyran hébété » et demande à la France de lancer un appel afin de précipiter l’insurrection.

## Thèmes et distribution
Genêt accepte et fait publier à l’automne 1793 une brochure nommée Les Français libres à leurs frères les Canadiens. Elle circule au Bas-Canada durant l’hiver de 1793 et 1794. Le texte dénonce la situation vécue par les Canadiens et appelle à la révolution pour le Canada. De plus, il en souligne les avantages, tels que les suivants: indépendance nationale, abolition des privilèges et des titres de noblesse, fin du régime seigneurial, libéralisation du commerce et liberté de culte.